# Alpine (Texas)
Alpine es una ciudad ubicada en el condado de Brewster en el estado estadounidense de Texas. En el Censo de 2010 tenía una población de 5.905 habitantes y una densidad poblacional de 486,02 personas por km².

## Geografía
Alpine se encuentra ubicada en las coordenadas 30°21′50″N 103°39′52″O / 30.36389, -103.66444. Según la Oficina del Censo de los Estados Unidos, Alpine tiene una superficie total de 12.15 km², de la cual 12.15 km² corresponden a tierra firme y (0.02%) 0 km² es agua.

## Demografía
Según el censo de 2010, había 5.905 personas residiendo en Alpine. La densidad de población era de 486,02 hab./km². De los 5.905 habitantes, Alpine estaba compuesto por el 85.39% blancos, el 1.44% eran afroamericanos, el 1.15% eran amerindios, el 0.85% eran asiáticos, el 0.03% eran isleños del Pacífico, el 7.86% eran de otras razas y el 3.29% pertenecían a dos o más razas. Del total de la población el 51.18% eran hispanos o latinos de cualquier raza.